# Hibana longipalpa
Hibana longipalpa är en spindelart som först beskrevs av Bryant 1931.  Hibana longipalpa ingår i släktet Hibana och familjen spökspindlar. Inga underarter finns listade i Catalogue of Life.